# Carlos Augusto Franco
Carlos Augusto Franco foi um administrador colonial português que exerceu o cargo de Governador-Geral da Província de Angola entre 1860 e 1861, tendo sido antecedido pelo 1.º mandato de José Rodrigues Coelho do Amaral e sucedido por Sebastião Lopes de Calheiros e Meneses.